# 李广弘
李广弘（？—787年），唐朝人物。自称宗室亲王之后裔。
李广弘落发为僧，自称见过五岳、四渎神，自己当作天子。贞元三年（787年），自邠州至京师，有长安人董昌将李广弘安排到资敬寺尼姑智因之室住下。智因本是宫人，召相工唐郛去看，教唐郛告告诉其他人，李广弘当大贵。董昌以酒食结交殿前射生将韩钦绪、李政谏、南珍霞，神策将魏循、李傪，前越州参军刘昉、陆缓、陆绛、陆充、徐纲等人，同谋作逆。刘昉家多次被酒大会于李广弘住所，暗中部署。李广弘说岳渎神告诉他，可以十月十日举事，一定成功。自韩钦绪已下，都被任命为宰相，以智因尼姑为皇后。计划举事之日，韩钦绪在夜晚击鼓于凌霄门，焚烧飞龙厩舍积草；派南珍霞盗击街鼓，集城中人；李政谏、魏循、李傪等人领射生、神策兵内应；事成，剽掠五日，将朝官全部杀死。事未发，魏循、李傪上告，唐德宗令内官王希迁等人捕斩其党，擒获李广弘等人，交给三司审讯，全部处死。李广弘临刑，神色自如。德宗于是禁止诸色人等进入寺、观、祠。韩钦绪逃到邠州，被捕，唐德宗以他作为功臣韩游瑰之子被赦免。